# Штучна утроба
Штучна утроба (штучна матка) — гіпотетичне пристосування, призначене для виношування плоду без участі живої істоти.[джерело?] Ймовірно, прилад повинен мати систему газообміну і циркуляції поживних речовин, систему видалення продуктів обміну з кровотоку плода, систему гормональної регуляції розвитку плода, систему підтримки оптимальної температури. Фігуруючи як сталий троп у науковій фантастиці, зокрема, феміністичній, станом на перші десятиліття XXI століття подібні пристрої створені не були.

## Концепт
Штучна утроба імовірно може бути використана для наступних медичних цілей:
1. Подолання безпліддя, пов'язаного з проблемами невиношування плоду (відсутність матки або патологічні зміни в ній, викидні різної природи). В даний час подібні медичні проблеми вирішуються за допомогою незаконної в розвинутих країнах практики «сурогатного материнства». У разі створення штучної утроби ембріон і плід жінок з проблемами невиношування буде знаходитися поза тілом жінки протягом повного терміну розвитку (від штучного запліднення до припинення культивування та переведення немовляти на самостійне дихання і харчування).
2. Культивування плода при протипоказаннях для вагітності, ризиків розвитку небезпечних для жінки та плода ускладнень вагітності та пологів, а також медичних втручаннях в організм жінки, несумісних з вагітністю (велика кількість тератогенних препаратів, радіотерапія, ряд хірургічних операцій). Наразі подібні проблеми вирішуються штучним перериванням вагітності. У разі створення штучної утроби ембріон і плід жінки, яка потребує невідкладного медичного втручання, буде поміщений поза її тілом від моменту необхідного втручання до закінчення розвитку, повернути плід назад у матку неможливо.
3. Порятунок плода при загрозі передчасних пологів, а також при раптовій загибелі вагітної жінки. В даний час дана проблема може бути вирішена лише частково за допомогою виходжування недоношених немовлят (кувез). Мінімальний термін розвитку плода, з якого можливе виходжування — 20-22 тижні[1] (маса тіла 200—300 г., за іншими даними — від 500 г). Виходжування немовлят в кувезах здійснюється на основі фізіології народжених дітей: газообмін здійснюється за допомогою легень (з апаратом штучної вентиляції), а не за допомогою насичення пуповинної крові; немовля перебуває в кувезі в сухому вигляді, а не в навколоплідній рідині. Розвиток і здоров'я недоношених дітей має безліч проблем, які ймовірно пов'язані саме з нефізіологічними для плода умовами кувезу. Подолання проблеми імовірно може бути вирішене «штучною утробою».
4. Заміщення виношування для зниження материнської смертності через ускладнення вагітності, пологів та післяпологового періоду. Шкода, якої завдають вагітність та пологи організму жінки у негайній та довготривалій перспективі, має не тільки медичний, а й соціальний вимір, впливаючи на жіноче здоров'я у планетарному масштабі.
5. Для заміщення виношування в інтересах жінок: робота жінки, несумісна з вагітністю, небажання виношувати дитину.

У книзі «Like a Virgin» біологиня Аараті Прасад досліджує можливість того, що в майбутньому вагітність стане необов'язковою. Вона вважає, що в майбутньому стане можливим ектогенез — дозрівання плоду в штучній утробі. При цьому вона описує досліди на тваринах з використанням штучної утроби і спроби створення штучної плаценти людини. Прасад стверджує, що такий результат «був би кращим від природного народження — не тому, що він є кращою альтернативою жінкам, а тому, що він є кращою альтернативою для них. Вагітність, як і раніше, становить ризик та навіть загрозу для життя, і проблема безпліддя зростає. А така альтернатива могла б бути дуже привабливою». Проте, слід зазначити, що використання «штучної матки» через соціальні показники буде справою далекого майбутнього, коли пройде період «вдосконаленням методу», оскільки перші роки після створення методика ймовірно не даватиме хороших результатів (новонароджені будуть нерозвиненими, мати патології) і буде використовуватися тільки у випадку загрози життю плода або жінки. Крім того, в сучасному суспільстві «сурогатне материнство» в переважній більшості використовується при неможливості виносити плід і вкрай рідко при небажанні жінки виношувати. Однак з розвитком і вдосконаленням технології штучної утроби традиційна сім'я ймовірно зазнає змін і стане необов'язковою. Батько-одинак буде явищем більш поширеним, а також соціально прийнятнішим, ніж сьогодні, коли «сімейні стереотипи». До того ж, секс перестане бути невід'ємною частиною зачаття.

## Дослідження
У 1955 році Емануель М. Грінберг запатентував штучну утробу.
Олег Бєлокуров в кінці 1960-х років в Ленінградському Інституті акушерства і гінекології імені винайшов, розробив і виготовив штучну матку, провів на ній дослідження обміну речовин між вагітною і ембріоном. Для машини в інституті створили мініатюрні штучні нирки. «Матку» облаштували механічним серцем і багатьма «органами», що допомагали імітувати вагітність. «Матка» займала цілу лабораторію. Спершу в металеву матку із спеціальним розчином поміщали плаценту жінки, що народила, і вивчали, які гормони виділяються в процесі створення людини. Потім в штучну утробу стали «закладати» ембріони - їх брали у жінок, які прийшли на аборт.[джерело не вказане 3882 дні] Жодному новонародженому з машини не судилося з'явитися на світ. Проєкт згорнули в епоху брежнєвського застою.
У 2017 групою дослідників в Дитячій Лікарні Філадельфії був проведений експеримент з вирощування чотиримісячних ембріонів ягняти в системі позаматкового життєзабезпечення. Протягом 28 днів плоди ягнят перебували в герметичних пакетах з збагаченим фізіологічним розчином, до пуповин плодів були приєднані апарати по фільтрації та насиченню крові киснем і поживними речовинами. Плоди ягнят демонстрували нормальний розвиток.

## Проблеми
В даний час «штучна утроба» не створена, з огляду на цілий ряд наукових і технічних проблем. Понад те, сучасне наукове товариство не може оцінити глибину цих проблем: невідомі подробиці біохімічних чинників у розвитку плоду, неясна роль імунної системи в процесах імплантації та формування плаценти і т. д. В даний час ні в сільському господарстві, ні в науковому експерименті на тваринах не вдається культивувати ембріони або плоди досить тривалий час без розвитку патологій. Спроби культивування ембріонів лабораторних тварин в постімплантаціонних період призводять до зупинки розвитку і загибелі плодів. Причини невдач не зрозумілі і не оцінені, тому не ясно, в якому напрямку розвивати технічну сторону гіпотетичного приладу «штучна матка».
Крім того, в майбутньому, коли технічні складності в створенні «штучної утроби» будуть подолані, можливо виникнуть проблеми етичного та юридичного характеру.